# Iraanse jagers-verzamelaars

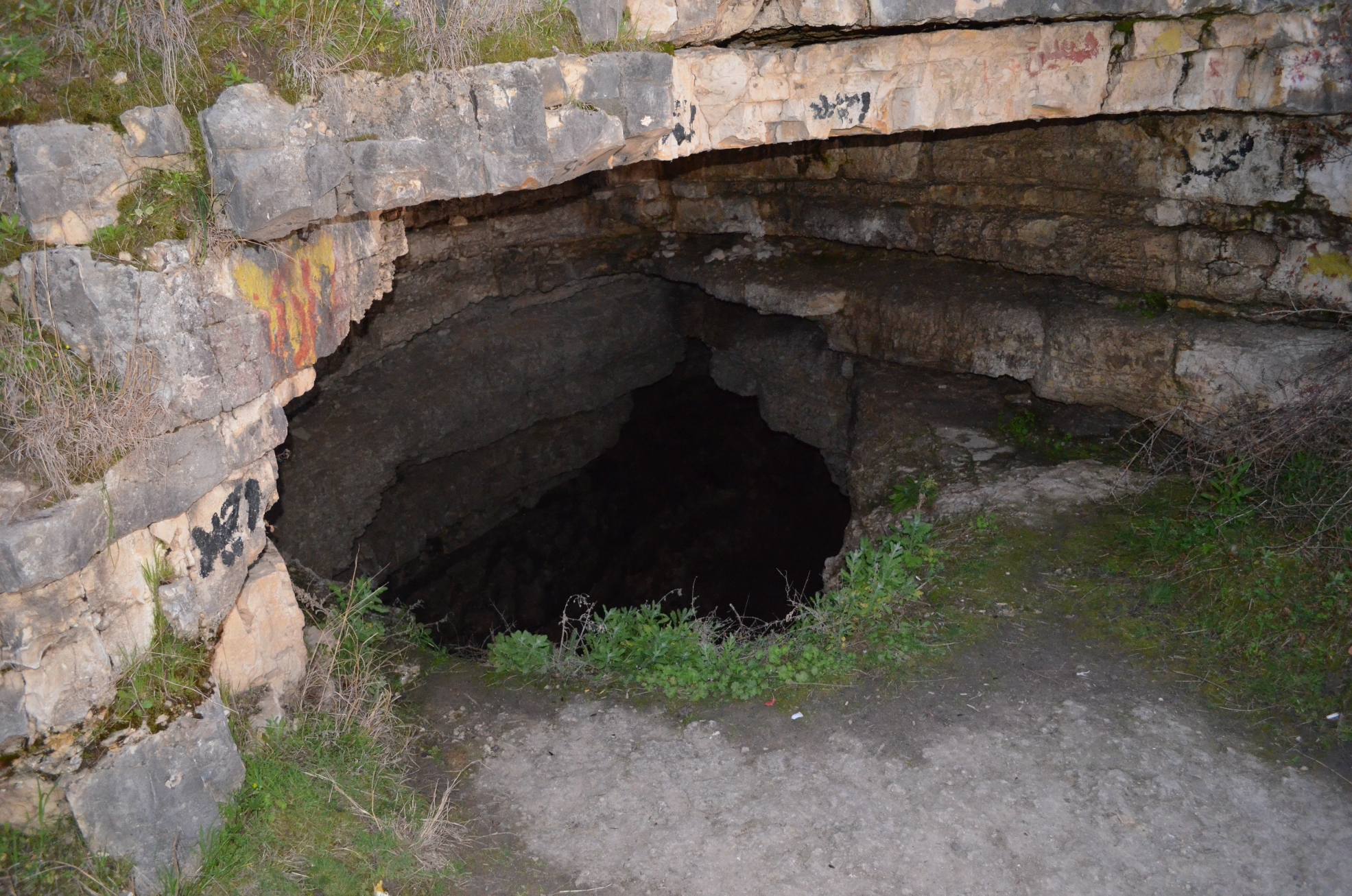
De Hotu-grotbewoners in het Elboers-gebergte werden geïdentificeerd als Iraanse jagers-verzamelaars

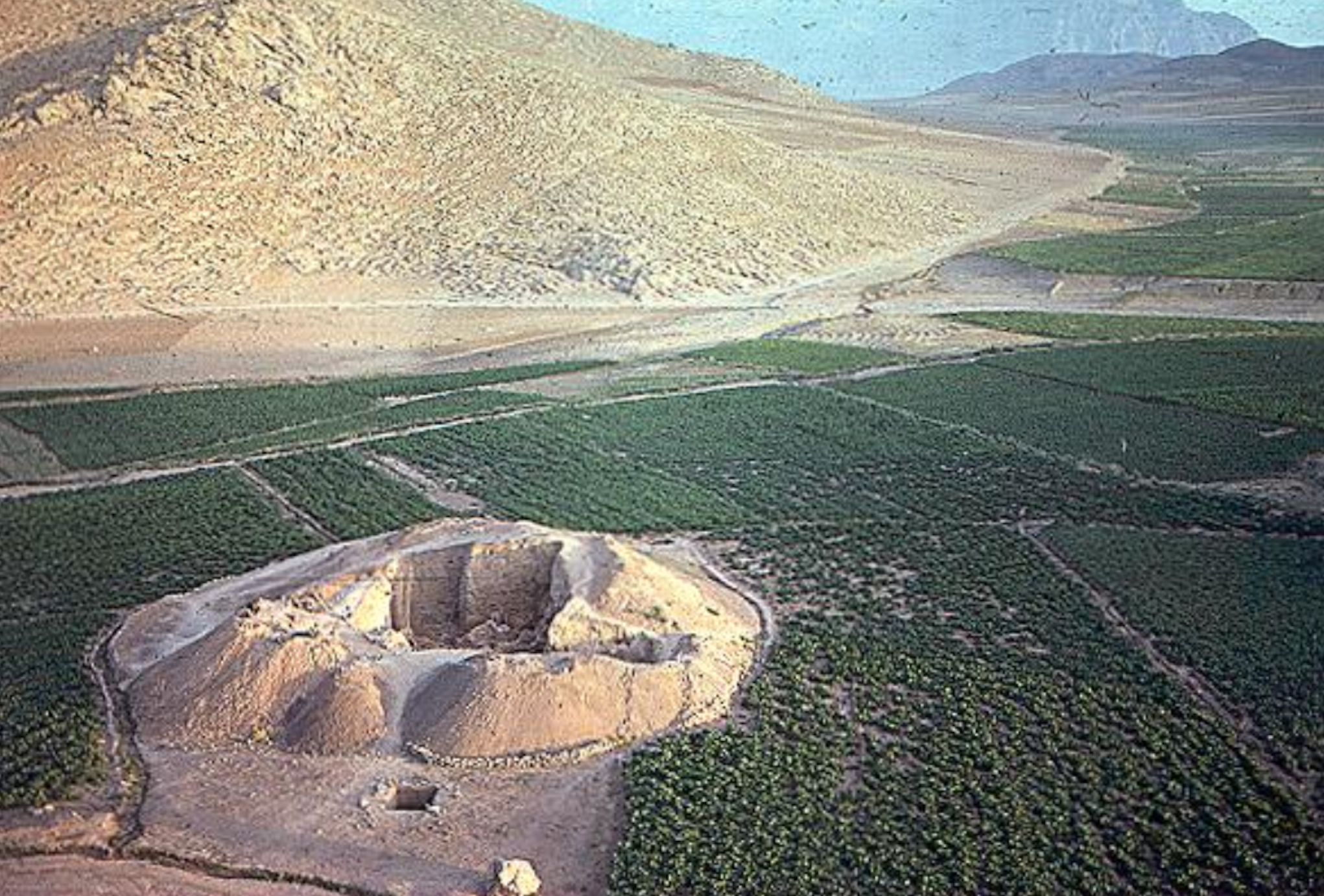
De herders van Ganj Dareh waren van Iraanse jagers-verzamelaarsafkomst

Iraanse jagers-verzamelaars of vroege Iraanse landbouwers is een term die wordt gebruikt om te verwijzen naar een populatiegenetische lijn die de bevolking van het mesolithicum tot het vroege neolithicum van het Hoogland van Iran, Zuid-Centraal-Azië en de Kaukasus vertegenwoordigt. 
De Iraanse jagers-verzamelaars worden vertegenwoordigd door jagers-verzamelaars uit het mesolithicum en latere neolithische herders en vroege landbouwers in het huidige Iran, zoals zichtbaar uit de overblijfselen die zijn opgegraven in de Hotu- en Kamarbandgrotten en Ganj Dareh, maar ook in Wezmeh. Een sterk gedivergeerde zustertak (> 12.000 BP), het best vertegenwoordigd door overblijfselen uit Shahr-e Sukhteh, vormde de dominante vooroudercomponent van de Indusbeschaving in Noordwest-India. Deze werd vermengd met een lokale Oud-Oost-Euraziatische component, de zogenaamde oude voorouderlijke Zuid-Indiërs, (Ancient Ancestral South Indian, AASI). De Iraanse jagers-verzamelaars vormden ook een belangrijke bron voor de vorming van de Centraal-Aziatische genenpool, voornamelijk via het archeologisch complex Bactrië-Margiana. Verder vertoonden ze nauwe genetische verwantschappen met de Kaukasische jagers-verzamelaars, die voornamelijk afstamden van een vergelijkbare bronpopulatie als de Iraanse jagers-verzamelaars. Ze verschilden echter van de voorafgaande laatpaleolithische Kaukasuspopulaties, die nauwer verwant waren aan de Anatolische jagers-verzamelaars, de westelijke jagers-verzamelaars (Western Hunter-Gatherers, WHG) en Levantijnse groepen.

## Oorsprong
Er wordt aangenomen dat de Iraanse jagers-verzamelaars afkomstig waren uit de lokale bevolking van het laatpaleolithicum op het Hoogland van Iran. Het Hoogland van Iran fungeerde als bevolkingscentrum tijdens de eerste kolonisatie van Eurazië na de expansie van de moderne mens vanuit Afrika (tussen 70 en 46.000 BP). De regio ligt ook dicht bij het gebied waar mogelijk de Basaal Euraziatische lijn leefde, waarvan wordt aangenomen dat deze zich in de nu verzonken Perzische Golf had gecentreerd en die geen of aanzienlijk minder archaïsche vermenging vertoonde. 
Hoewel Iraanse jagers-verzamelaars grofweg worden gerekend tot de bredere groep "West-Euraziatische" volken, blijft de exacte oorsprong van de Iraanse jagers-verzamelaars uit het mesolithicum en neolithicum, en latere landbouwers, onduidelijk. Resten van jagers-verzamelaars uit het mesolithicum in het Elboersgebergte bleken voorouders te hebben die voornamelijk verwant waren aan de Basale Euraziërs (ca. 48 - 66%), en voorouderlijk waren van latere neolithische herders en boeren. 
De latere neolithische Iraniërs worden over het algemeen gemodelleerd als een tweerichtingsvermenging tussen een lijn die rijk is aan Basale Euraziërs en een lijn die dichter bij de Oude Noord-Euraziaten (Ancient North Eurasian, ANE) of Oost-Europese jagers-verzamelaars (Eastern Hunter-Gatherers, EHG) staat. Overeenkomstig dit alles was het grootste deel van de Iraanse afkomst uit het mesolithicum/neolithicum afkomstig van een lokale bron die rijk was aan Basaal Euraziatisch (variërend van 48-68%), terwijl de rest van de afkomst dichter bij de oude Noord-Euraziaten lag (32-52%). 
Hieruit volgt dat de Iraniërs uit het mesolithicum en neolithicum een cline vormden tussen afgeleide Basale Euraziatische en ANE/EHG-gerelateerde voorouders. Dit staat in contrast met de neolithische Anatolische en Levantijnse groepen, die een cline volgen tussen Basaal-Euraziatische en WHG-gerelateerde voorouders. Hoewel de Natufiërs het grootste deel van hun voorouders deelden met neolithische Anatolische groepen, hadden ze een extra component onder hun voorouders, Oud Noord-Afrikaans (Ancient North African, ANA). Dit onderscheid is ook duidelijk zichtbaar in het feit dat Iraanse jagers-verzamelaars en neolithische Iraanse groepen een "extreme positie" innamen vergeleken met andere oude en moderne West-Euraziatische populaties binnen een Eurazië-brede hoofdcomponentenanalyse. 
De f4-ratio-schatting voor de totale hoeveelheid Basaal Euraziatische voorouders staat in verband met de verminderde aanwezigheid van archaïsch DNA onder Iraanse jagers-verzamelaars en latere herders of vroege landbouwers. Toch kunnen alternatieve verklaringen, zoals zuiverende selectie, de hoeveelheid archaïsche allelen onafhankelijk van de Basaal Euraziatische vermenging beïnvloeden. 
Als alternatief kunnen neolithische Iraniërs ook worden gemodelleerd via een drievoudige bijmenging, met een voornamelijk (ca. 53%) laatpaleolithische Kaukasus/Dzoedzoeana-achtige bron (zelf een vermenging van ca. 24-28% Basaal Euraziatische en ca. 72-76% laatpaleolithische Europese voorouders, en dicht bij latere Anatolische jagers-verzamelaars), en variabele hoeveelheden genenstroom van een ANE-achtige bron (21%), en een extra Basaal Euraziatische bron (26%). 
Vallini et al. (2024) betoogden dat de Iraniërs uit het mesolithicum en neolithicum deels een sterk gedivergeerde West-Euraziatische voorouder (WEC2) hadden, die dichter bij het veronderstelde bevolkingscentrum op het Iraans Hoogland bleef dan de Europeanen uit het laatpaleolithicum (WEC of Kostjonki-14). Deze sterk gedivergeerde West-Euraziatische component kwam, na contactgebeurtenissen met nabijgelegen populaties, waaronder Basaal en Oost-Euraziatische voorouders, opnieuw aan de oppervlakte in het paleogenetische archief als de Iraanse jagers-verzamelaars. Een qpAdm-model van Vallini et al. 2024, inclusief de gesimuleerde proxies voor de WEC/WEC2 en Basale/BEA-componenten (met de Gumuz als proxy voor BEA), toonde aan dat de genetische samenstelling van neolithische Iraniërs (Ganj_Dareh_N) bestond uit circa 76,5% West-Euraziatische (WEC/WEC2), circa 16,3% brede Oost-Euraziatische (EEC), en circa 7,2% "Basaal-achtige" (BEA) voorouders. 
Hoewel het aanvankelijk afwezig was in Anatolië, Mesopotamië en de Kaukasus, evenals in India, bereikte het deze regio's via de expansie van mesolithische en neolithische groepen, wat resulteerde in een cline tussen neolithische bronnen uit Iran en lokale bronnen. 

### Uniparentale haplogroepen
De belangrijkste menselijke Y-chromosoom-DNA-haplogroepen die zijn aangetroffen bij mesolithische en neolithische Iraanse specimens omvatten subclades van G, J, L en R2, terwijl subclades van H zijn waargenomen bij IVC-periferie-achtige overblijfselen. Andere omvatten subclades van T. Het oudste monster van haplogroep R2a tot nu toe is gevonden in een van de overblijfselen uit Ganj Dareh in West-Iran. Veel voorkomende menselijke mitochondriale DNA-haplogroepen die zijn aangetroffen bij Iraanse specimens uit het mesolithicum en neolithicum omvatten subclades van haplogroep U, HV, X, R, H, W, T en M. 

## Bijdragen aan andere bevolkingsgroepen

### Kaukasus
Er is vastgesteld dat de Kaukasische jagers-verzamelaars (Caucasian Hunter-Gatherers, CHG) verschilden van de vroegere, laatpaleolithische Kaukasus/Dzoedzoeana-bevolking, maar nauw verwant waren aan de mesolithische en neolithische Iraniërs. Er wordt aangenomen dat ze voornamelijk afstamden van dezelfde bronpopulatie, die de Kaukasus ergens tussen 25.000 en 13.000 BP bereikte. Ze kunnen worden gebruikt als uitwisselbare bron voor populaties uit het Holoceen, waarbij verschillende namen zijn bedacht om ze te groeperen, zoals Iran_N/CHG, Iran/Kaukasus of Zagros/Kaukasus-afkomst. De CHG kunnen worden gemodelleerd als een fusie tussen een bron gerelateerd aan Iraanse jagers-verzamelaars (ca. 72%), een bron gerelateerd aan de laatpaleolithische Kaukasus (Dzoedzoeana) (ca. 18%), en een bron gerelateerd aan de oostelijke jagers-verzamelaars (ca. 10%). Een alternatief model suggereert dat circa 72% afkomstig was van een Iraanse jagers-verzamelaarsbron, circa 21% van een EHG-achtige bron, en circa 7% van een WHG-achtige bron. 

### West-Azië
De latere kopertijd-Iraniërs zijn vermoedelijk ontstaan uit een fusie van lokale neolithische Iraniërs en een neolithische Levantijns-achtige bronpopulatie, en daarnaast uit een aanvullende genstroom van Kaukasische jagers-verzamelaars. Er kan worden gemodelleerd dat de kopertijd-Iraniërs circa 80% van hun voorouders ontleenden van een op de neolithische Iranïers lijkende groep en circa 20% van een op neolithisch Levantijns-lijkende groep (die zelf neolithische Anatolische en Natufische componenten bevatte). Als alternatief kunnen ze worden gemodelleerd als een tweeweg-vermenging tussen ca. 87% CHG-achtig en 13% neolithisch Levantijns, of als een drieweg-vermenging tussen ca. 17% Iraanse jagers-verzamelaars, 63% CHG-achtig en 20% neolithisch Levantijns. 
Tijdens de laat-neolithische/vroege kopertijd-periode vormden zij een cline die zich uitstrekte van West-Anatolië langs de laaglanden van de Zuidelijke Kaukasus tot aan het Zagrosgebergte, helemaal tot aan Zuid-Centraal-Azië en zuidwaarts tot aan de Zuidelijke Levant. Deze cline werd primair gekenmerkt door uitgebreide Anatolische en Iraanse voorouders en secundair door de verspreiding van Levantijnse voorouders. Kopertijd-Iraanse groepen hadden een grote invloed op de kopertijd-Anatoliërs en de Levantijnse groepen van de bronstijd, en droegen respectievelijk 33% en 44% bij aan hun voorouders. 
Er is een neolithisch Iraanse bijdrage nodig in modellen voor de moderne bevolking van het Midden-Oosten en bepaalde Oost-Afrikaanse bevolkingsgroepen. Deze genstroom kan voornamelijk hebben plaatsgevonden via een gemengde bevolking uit Mesopotamië. 

### Zuid-Azië

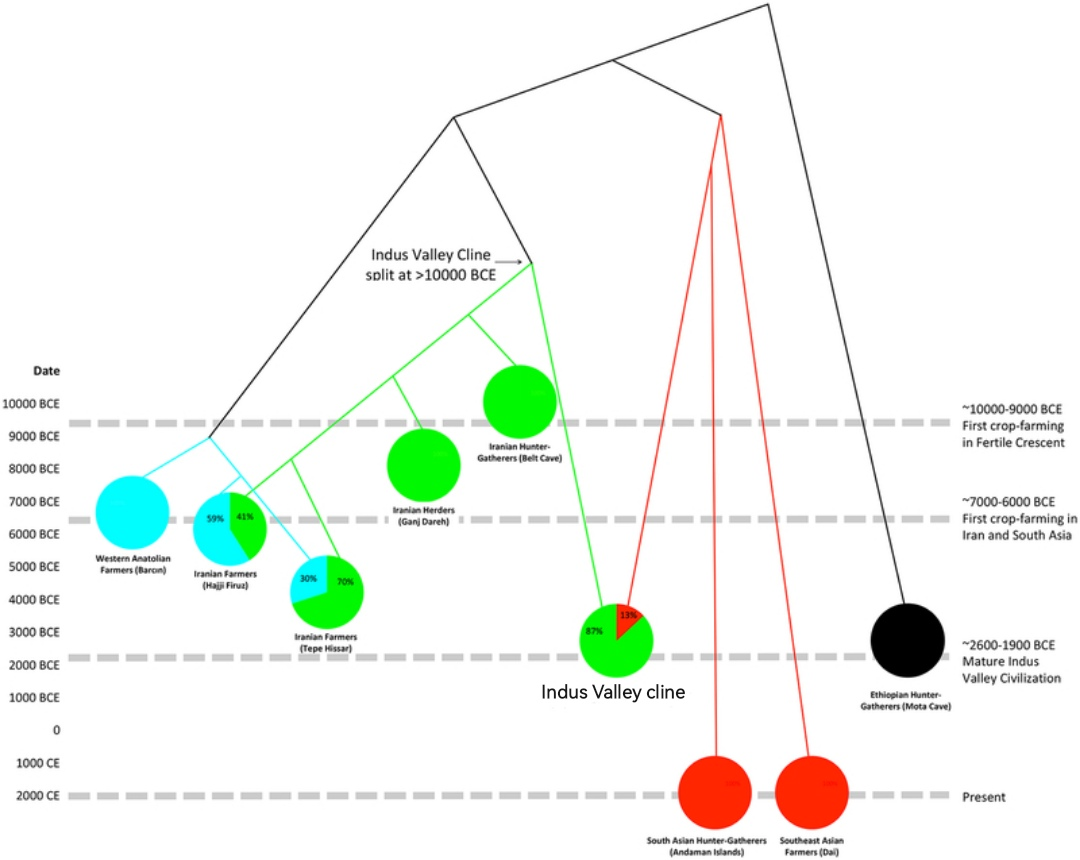
Een oud Harappan-genoom, met de Iraanse jagers-verzamelaars in groen

In 2019 werd de genoomsequentie van een skelet uit een begraafplaats bij Rakhigarhi vastgesteld, daterend uit circa 2800-2300 v.Chr., welke erop duidde dat het grootste deel van het genoom afkomstig was van Iraanse jagers-verzamelaars. De divergente zusterlijn (>12.000 jaar), die een recente gemeenschappelijke voorouder deelde met de neolithische Iraniërs maar zich van hen had afgesplitst vóór de ontwikkeling van de landbouw, en die het best wordt vertegenwoordigd door overblijfselen uit Shahr-e Sukhteh, vormde de belangrijkste vooroudercomponent van de Indusbeschaving, in combinatie met wisselende hoeveelheden lokale Oost-Euraziatische voorouders die Ancient Ancestral South Indian (AASI) worden genoemd. De verspreiding van Oud-Iraanse voorouders, en/of Indusvallei-achtige voorouders, kan verband houden met de verspreiding van vroege Dravidische talen, hoewel dit onzeker blijft, aangezien er ook tegengestelde meningen zijn gepresenteerd, waarbij sommige geleerden deze voorouders in verband brengen met de verspreiding van Indo-Arische talen. 

### Centraal-Azië
De neolithische Iraniërs hebben, samen met Anatolische landbouwers, ook bijgedragen aan de vorming van het archeologisch complex Bactrië-Margiana, dat vervolgens bijdroeg aan andere Centraal-Aziatische populaties en mogelijk later ook aan de Tarim-mummies uit Alwighul (700-1 v.Chr.) en Krorän (200 n.Chr.). 

### Europa
De neolithische Iraniërs leverden, in tegenstelling tot de verwante Kaukasische jagers-verzamelaars, slechts een kleine bijdrage aan de Europese genenpoel. Ze vertegenwoordigen daarentegen een betere bron van genenstroom voor de meeste West-Aziatische bevolkingen dan de Kaukasische jagers-verzamelaars. 